# Église Saint-Pierre-à-Antioche de Tourmignies
Pour les articles homonymes, voir Église Saint-Pierre.
L'église Saint-Pierre-à-Antioche est une église catholique située à Tourmignies, en France.

## Localisation
L'église est située dans le département français du Nord, sur la commune de Tourmignies.

## Historique
L'édifice est classé au titre des monuments historiques en 1920.